# Джордж Дітц
Джордж Дітц (англ. George Dietz, 9 січня 1880 — 19 квітня 1965) — американський академічний веслувальник.
Олімпійський чемпіон 1904 року в складі розпашної четвірки без стернового.